# Longhuzhen (ort i Kina, Zhejiang Sheng, lat 27,76, long 120,28)
Longhuzhen (kinesiska: 龙湖镇) är en ort i Kina. Den ligger i provinsen Zhejiang, i den östra delen av landet, omkring 280 kilometer söder om provinshuvudstaden Hangzhou. Antalet invånare är 9 609. Befolkningen består av 4 669 kvinnor och 4 940 män. Barn under 15 år utgör 17,0 %, vuxna 15-64 år 66 %, och äldre över 65 år 16,0 %.
Runt Longhuzhen är det tätbefolkat, med 913 invånare per kvadratkilometer. Det finns inga andra samhällen i närheten. I omgivningarna runt Longhuzhen växer i huvudsak blandskog.
Genomsnittlig årsnederbörd är 2 093 millimeter. Den regnigaste månaden är juni, med i genomsnitt 303 mm nederbörd, och den torraste är januari, med 64 mm nederbörd.